# San Bernardo (Bogliasco)
San Bernardo is een plaats (frazione) in de Italiaanse gemeente Bogliasco.